# Lîpove (Sokolivske), Kirovohrad
Lîpove (în ucraineană Липове) este un sat în comuna Sokolivske din raionul Kirovohrad, regiunea Kirovohrad, Ucraina.

## Demografie
Componența lingvistică a localității Lîpove
     Ucraineană (80%)
     Rusă (16,67%)
     Belarusă (3,33%)
Conform recensământului din 2001, majoritatea populației localității Lîpove era vorbitoare de ucraineană (80%), existând în minoritate și vorbitori de rusă (16,67%) și belarusă (3,33%).